# Tempe (Marte)
Tempe  è una caratteristica di albedo della superficie di Marte.